# Abbazia di San Rabano
L'abbazia di San Rabano, un tempo conosciuta come monastero di Santa Maria Alborense, è un'abbazia abbandonata in rovina nel comune di Grosseto.

## Storia
Il complesso religioso sorse in epoca medievale come monastero benedettino, quasi certamente tra l'XI e il XII secolo, non lontano dal preesistente romitorio dell'Uccellina, situato più a valle. Una volta insediati, i monaci cercarono di rendere produttivi gli aspri terreni circostanti.
Nel 1307 i benedettini lasciarono l'abbazia all'ordine dei cavalieri di Gerusalemme, che iniziarono alcuni lavori di fortificazione del complesso, tra i quali anche la realizzazione della vicina torre dell'Uccellina, con funzioni di avvistamento verso il mare aperto.
Il complesso fu definitivamente abbandonato nel Cinquecento, a seguito della costruzione della nuova chiesa presso la villa granducale di Alberese, che divenne la nuova sede dell'ordine nella zona. Da allora il complesso andò incontro ad un lunghissimo ed inesorabile periodo di degrado terminato solo sul finire del secolo scorso, quando ebbero inizio i lavori di restauro conservativo terminati nei primi anni del nuovo millennio.

## Descrizione

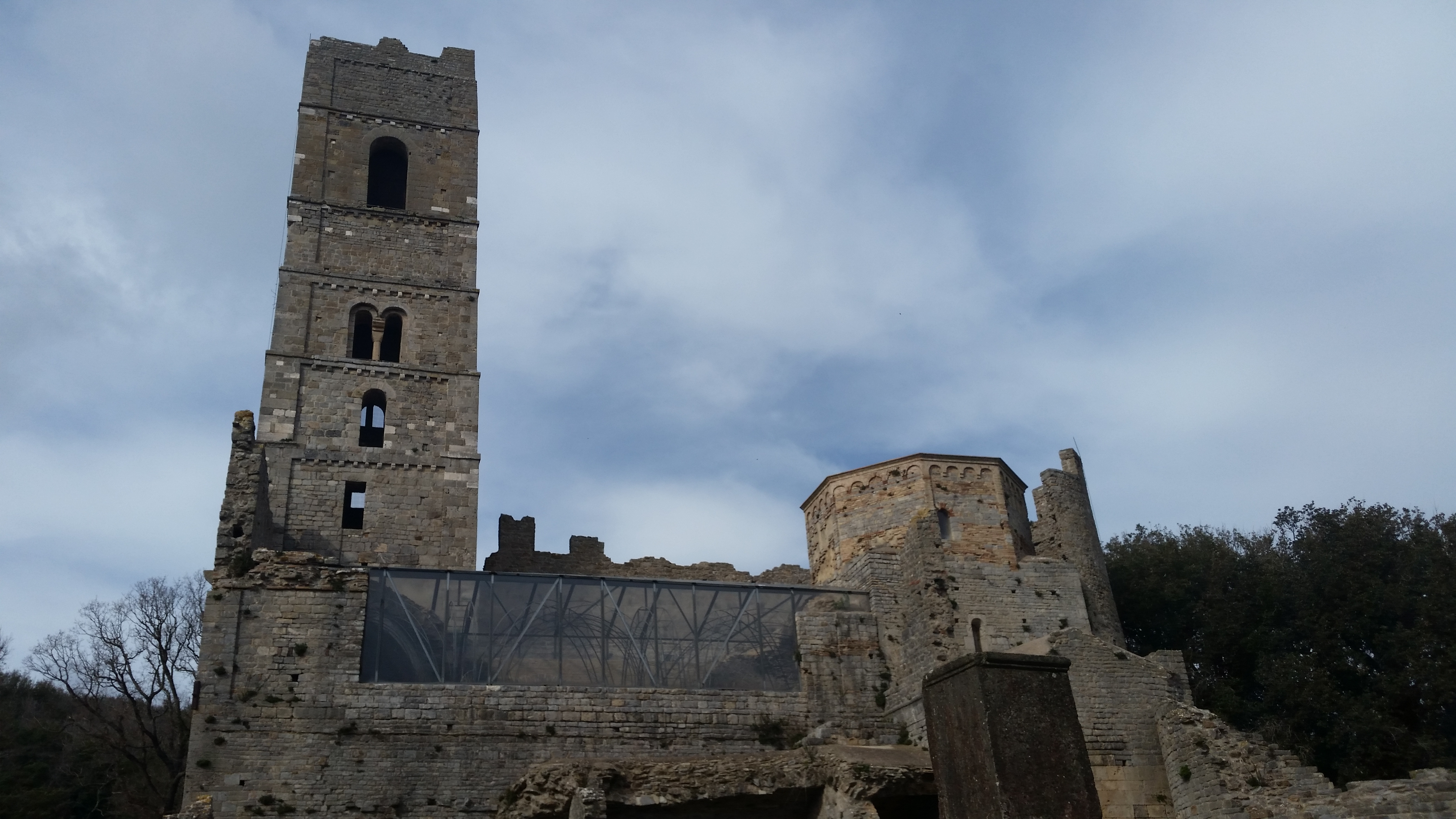
Veduta laterale

Il complesso si trova all'estremità meridionale del comune di Grosseto, nel parco naturale della Maremma, lungo il crinale dei monti dell'Uccellina. È situata ad una altezza di circa 320 m. s.l.m., in una sella tra poggio Uccellina (347 m. s.l.m.) e poggio Lecci (417 m.s.l.m.), in passato denominata Monte Alborense, a circa 15 km a sud-ovest di Grosseto, non lontano dall'abitato di Alberese.
Si trova nello stato di rudere e, recentemente, ha subito un restauro conservativo.
L'abbazia si presenta a navata unica, con un transetto che unisce le due cappelle laterali, al centro del quale si trova il tiburio a sezione circolare sul quale trovava appoggio l'antica cupola. L'edificio è rimasto privo di copertura sommitale in maniera analoga all'altrettanto rinomata abbazia di San Galgano situata nel territorio senese.
La facciata principale della chiesa vede, in prossimità della torre campanaria situata alla sinistra, la presenza del portale d'ingresso architravato pregevolmente decorato, chiuso in alto da un arco a tutto sesto che delimita una lunetta; sull'architrave si notano tre croci templari, una posta centralmente e le altre due lateralmente. La parte posteriore dell'edificio religioso termina con tre absidi, di cui quello centrale più ampio, cordonato, a pianta semicircolare, coperto da una cupola e con una monofora romanica che si apre al centro nella parte superiore.
Il campanile si eleva imponente ma equilibrato, ben riconoscibile anche a distanza. Molto ben conservato, si presenta a sezione quadrata, ripartito in più ordini; al di sopra dell'altezza della chiesa, si aprono prima una serie di quattro monofore e poi una di quattro bifore, tutte caratterizzate da archi a tutto sesto, elementi stilistici tipici del romanico. Il livello soprastante vede una serie di quattro monofore più ampie che delimitano la parte anticamente occupata dalla cella campanaria. La torre termina priva di cuspide o altri coronamenti sommitali.
Attorno all'edificio religioso propriamente detto sono riconoscibili le strutture murarie aggiunte in epoca tardomedievale, durante le opere di fortificazione del complesso. Sul lato posteriore presentano alcune merlature e si adattano alla forma dell'abside semicircolare.
I resti murari visibili a destra della chiesa sono ciò che resta dell'antico complesso monastico annesso all'abbazia. In questo caso, lo stato di conservazione non ne permette una lettura molto approfondita, circa la disposizione degli spazi interni.
Nei pressi dell'abbazia sorge la torre dell'Uccellina, fortificazione di origini trecentesche innalzata con funzioni di difesa sull'attiguo complesso religioso e di sorveglianza sul vicino tratto costiero.